# Laberlière
Laberlière é uma comuna francesa na região administrativa de Altos da França, no departamento de Oise. Estende-se por uma área de 3,49 km². Em 2010 a comuna tinha 206 habitantes (densidade: 59 hab./km²).